# لوك مونتانييه
لوك أنطوان مونتانييه (بالفرنسية: Luc Antoine Montagnier)‏ (18 أغسطس 1932 - 8 فبراير 2022) هو عالمُ فيروساتٍ فرنسي، وكان قد تلقى مع فرانسواز باري سينوسي وهارالد تسور هاوزن جائزة نوبل في الطب أو علم وظائف الأعضاء لعام 2008 ميلاديًا؛ وذلك لاكتشافهم فيروس نقص المناعة البشرية (HIV). عمل باحثًا في معهد باستور في باريس وأستاذًا متفرغًا في جامعة شانغهاي جياو تونغ في الصين.
خلال جائحة كوفيد-19، روج لوك مونتانييه لنظرية المؤامرة القائلة بأنَّ فيروس كورونا المرتبط بالمتلازمة التنفسية الحادة الشديدة النوع 2 (اختصارًا SARS-CoV-2)، وهو الفيروس المُسبب للجائحة، قد أنشأ عمدًا وتسرب من المختبر بطريقةٍ ما. رُفض هذا الادعاء من قبل علماء الفيروسات الآخرين. انتُقد لوك من قبل أكاديميين آخرين لاستخدامه جائزة نوبل «لنشر رسائل صحية خطيرة خارج مجال معرفته».

## حياته
بعد دراسته في المدرسة العادية درس لوك في بواتييه وباريس، ثم انتقل عام 1955 إلى جامعة باريس، ثم بعدها إلى معهد راديوم في باريس بين عامي 1965 إلى غاية 1971. أصبح رئيس قسم الفيروسات في معهد باستور في باريس عام 1972. وفي عام 1985 أصبح بروفيسور. في عام 1990 أصبح لوك رئيس قسم الأيدز والفيروسات في نفس المعهد.

## حصوله على جائزة نوبل في الطب
في سنة 2008 حصل مونتانييه وفرانسواز باري سينوسي على جائزة نوبل في الطب لاكتشافهما فيروس نقص المناعة المكتسبة، وقد شاركهما الجائزة هارالد تسور هاوزن، الذي اكتشف دور فيروس الورم الحليمي البشري في إحداث سرطان عنق الرحم.

## الجوائز
حصل مونتانييه على أكثر من 20 جائزة عالمية كبرى، من بينها:
- وسام جوقة الشرف من رتبة قائد سنة 1994، ومن رتبة ضابط عظيم سنة 2009.[57]
- جائزة لاسكر سنة 1986.
- جائزة غيردنر سنة 1987.
- جائزة الملك فيصل العالمية في الطب سنة 1993.
- جائزة أميرة أستورياس (2000).

## روابط خارجية
- لوك مونتانييه على موقع IMDb (الإنجليزية)
- لوك مونتانييه على موقع الموسوعة البريطانية (الإنجليزية)
- لوك مونتانييه على موقع مونزينجر (الألمانية)
- لوك مونتانييه على موقع إن إن دي بي (الإنجليزية)